# Mourera
Mourera là một chi thực vật có hoa trong họ Podostemaceae.

## Loài
Chi Mourera gồm các loài: